# Arteră marginală a colonului
Artera marginală a colonului, cunoscută și sub numele de artera marginală a lui Drummond, artera lui Drummond și pur și simplu ca artera marginală, este o arteră care leagă artera mezenterică inferioară de artera mezenterică superioară. Uneori este absentă, ca variantă anatomică.

## Anatomie
Artera marginală are traseul în mezenter aproape de intestinul gros ca parte a arcadei vasculare care leagă artera mezenterică superioară și artera mezenterică inferioară.  Oferă o anastomoză eficientă între aceste două artere pentru intestinul gros. 

### Variabilitate
Artera marginală este aproape întotdeauna prezentă, iar absența acesteia ar trebui considerată o variabilitate.

## Semnificația clinică

### Îndepărtarea arterei mezenterice inferioare
Împreună cu ramurile arterelor iliace interne, este de obicei suficient de mare pentru a furniza sângele oxigenat intestinului gros.  Aceasta înseamnă că artera mezenterică inferioară nu trebuie să fie reimplantată (reatașată) la aorta abdominală reparată în repararea anevrismului aortic abdominal. 

### Arcul lui Riolan
Arcul Riolan (arcada lui Riolan, arcul lui Riolan, anastomoza lui Haller), cunoscută și sub numele de artera mezenterică șerpuitoare, este o altă arcadă vasculară prezentă în mezenterul colonic care conectează artera colică mijlocie proximală cu o ramură a arterei colice stângi. Această arteră se găsește în josul mezenterului, lângă rădăcină. În cadrul colitei ischemice cronice, atât artera marginală, cât și artera mezenterică șerpuitoare pot fi mărite semnificativ și pot asigura un flux sanguin semnificativ către segmentul ischemic de colon.

## Istorie
Artera marginală este, de asemenea, cunoscută sub numele de artera marginală a lui Drummond. 